# Meloxicam
Meloxicam là thuốc thuộc nhóm Thuốc chống viêm không steroid (NSAID) tác dụng giảm đau, kháng viêm. Meloxicam là dẫn xuất của oxicam, có cấu trúc gần giống với piroxicam, thuộc nhóm enolic acid NSAIDs. Nó được phát triển bởi Boehringer-Ingelheim. Meloxicam bắt đầu giải tỏa cơn đau sau 30–60 phút dùng thuốc.

## Cơ chế tác dụng
Meloxicam ức chế cyclooxygenase (COX), loại enzyme đảm nhiệm chuyển arachidonic acid thành prostaglandin H2— bước đầu trong quá trình tổng hợp prostaglandin, là yếu tố tham gia vào quá tình viêm.
Theo nghiên cứu Meloxicam ưu tiên ức chế COX-2 hơn COX-1, đặc biệt là ở liều thấp.
Nồng độ Meloxicam ở hoạt dịch khoảng 40% đến 50% so với trong máu. Thuốc ở dạng tự do trong hoạt dịch cao gấp 2.5 lần hơn trong máu, do đo nồng độ gắn kết albumin trong hoạt dịch cao thấp hơn so với trong máu. Cơ chế phân phối vào hoạt dịch chưa rõ, nhưng thuốc có hiệu quả cao trong điều trị chứng viêm khớp.

## Tác dụng phụ
Meloxicam có thể gây ra viêm loét, chảy máu ở dạ dày - tá tràng, ù tai, đau đầu, nổi mẫn, phân tối màu hoặc đen (dấu hiệu của chảy máu đường tiêu hóa). Meloxicam ít tác dụng phụ ở đường tiêu hóa hơn diclofenac, piroxicam, naproxen, và có thể tất cả các NSAIDs không ức chế chọn lọc COX-2. Mặc dù meloxicam không ức chế thromboxane A, nhưng meloxicam có khả năng can thiệp vào chức năng tiểu cầu.

## Link bên ngoài
- Manufacturer's Official Product Website for the Veterinary formulations
- Manufacturer's United States Division website for the Veterinary formulations Lưu trữ ngày 29 tháng 4 năm 2012 tại Wayback Machine
- FDA Metacam Lưu trữ ngày 15 tháng 12 năm 2011 tại Wayback Machine
- Meloxicam Side Effects Lưu trữ ngày 24 tháng 7 năm 2019 tại Wayback Machine